# Уилям Гилбърт
Уилям Гилбълт (на английски: William Gilbert) е английски физик, лекар и философ, известен с едни от първите изследвания на магнетизма и електричеството. Той въвежда и самия термин електричество.

## Научна дейност
Основното произведение на Гилбърт е „De Magnete, Magneticisque Corporibus, et de Magno Magnete Tellure“ („За магнита, магнитните тела и за Големия земен магнит“), публикувано през 1600 г. В книгата описва много от своите експерименти с умален модел на Земята (терела). Гилбърт стига до извода, че самата Земя е магнетична и че това е причината компасите да сочат на север (дотогава има предположения, че те сочат към полярната звезда или към голям магнитен остров на Северния полюс).
В книгата си Гилбърт изследва и статичното електричество, използвайки кехлибар. Кехлибарът е наричан на гръцки електрон, затова той решава да нарече наблюдаваните ефекти електрическа сила.
Гилбърт смята, че електричеството и магнетизмът са напълно различни явления. Той сочи за доказателство неправилното наблюдение, че електрическото привличане изчезва при нагряване, а магнитното се запазва. Едва Джеймс Максуел два века и половина по-късно демонстрира връзката между двете явления.